# Nuussuaq
Nuussuaq (antiguamente: Nûgssuaq danés: Kraulshavn) es una asentamiento en la municipalidad de Qaasuitsup, en el noroeste de Groenlandia.

## Transporte
Air Greenland ofrece sus servicios al pueblo como parte de un contrato con el gobierno, siendo mayoría los vuelos en helicóptero de carga desde el Helipuerto de Nuussuaq hacia Kullorsuaq y Upernavik.